# Place Museux
La place Museux est une place située dans le secteur Saint-Remi du Quartier Barbâtre - Saint-Remi - Verrerie de Reims.

## Situation et accès
La place est bordée par la rue Gambetta et la rue Saint-Maurice pour les parties ouest et nord. Les façades de l'église du campus rémois de Sciences Po et du F.R.A.C. en formant les parties sud et est.

## Origine du nom
Elle porte le nom du chirurgien de l'Hôtel-Dieu de Reims, Nicolas Museux (né en 1714 à Travecy, décédé en 1783 Reims).
Ancienne place Saint-Maurice.

## Historique
La place actuelle faisait parvis à l'église st-Maurice, au collège des Jésuites et actuellement au F.R.A.C.
Elle porte sa dénomination actuelle depuis 1903.

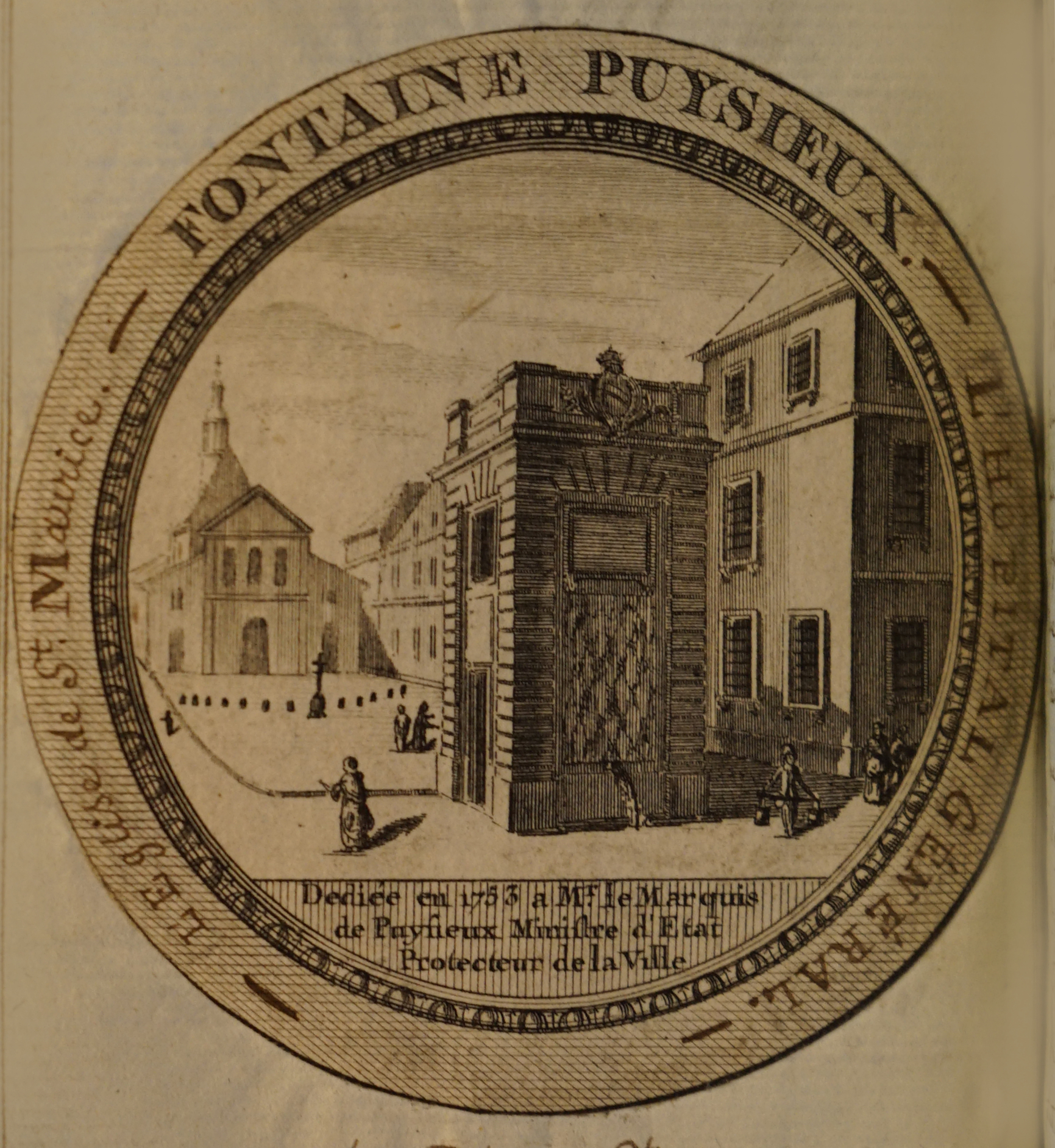
La place début XIXe,
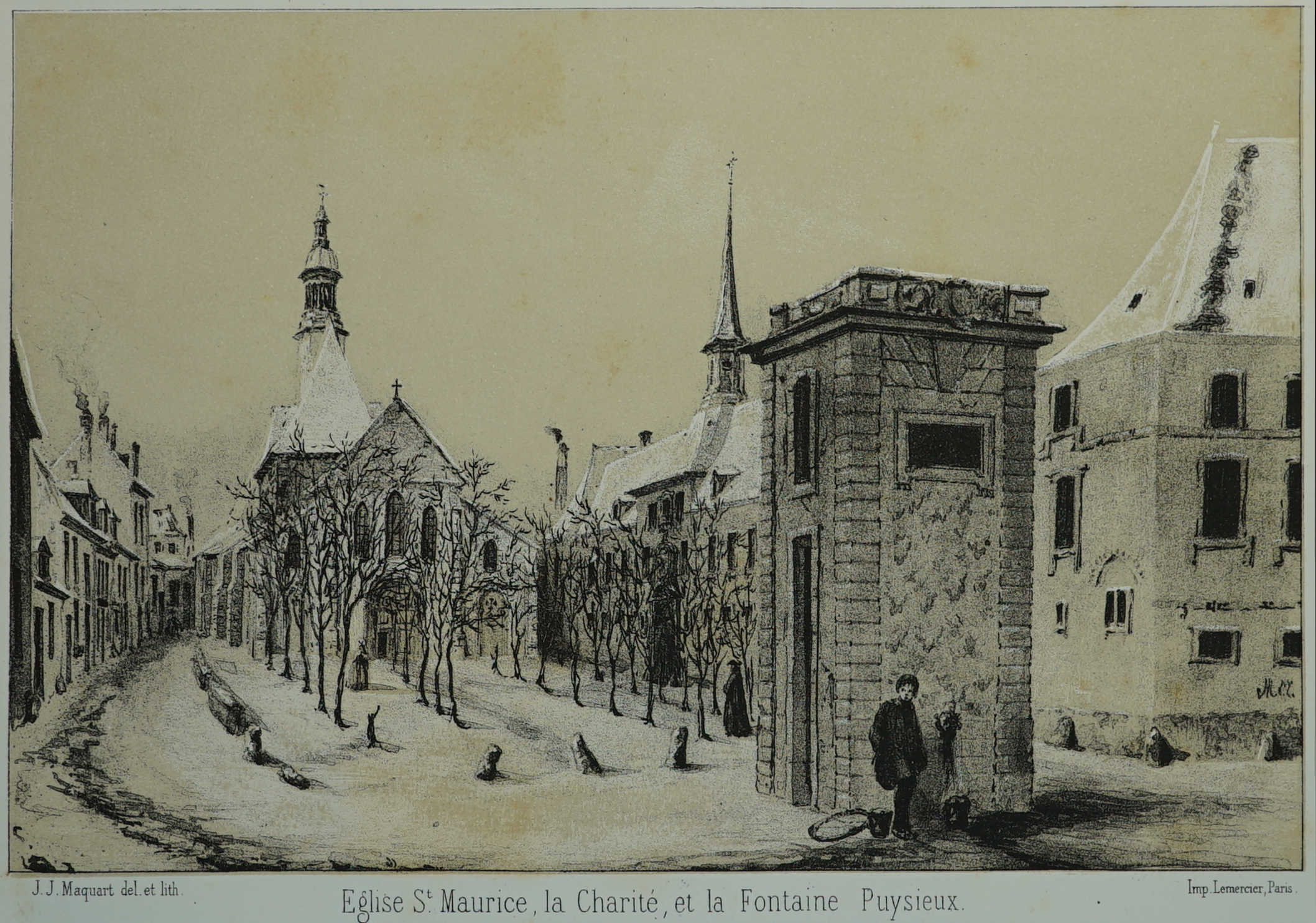
en 1845,
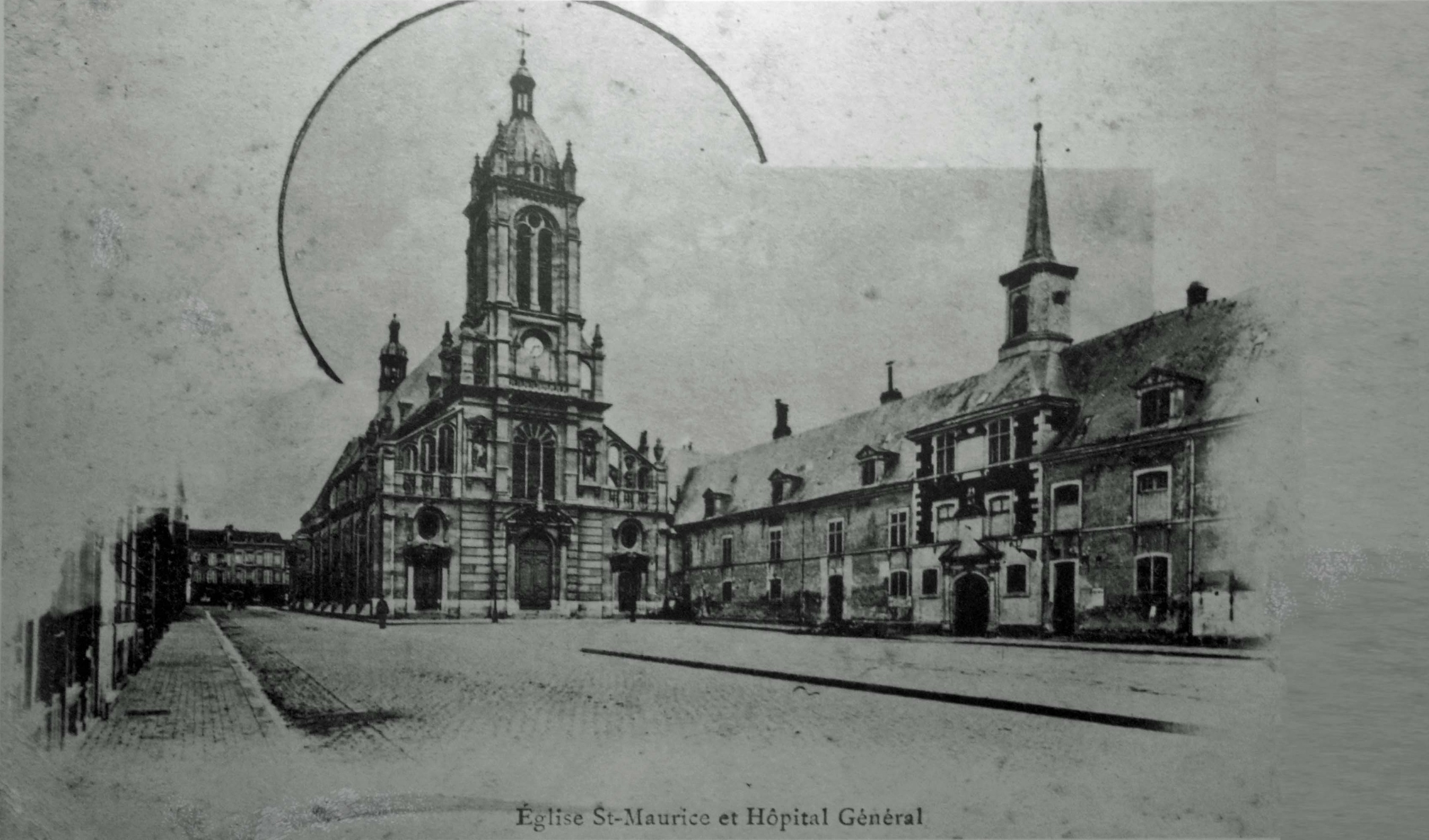
la place sur une carte postale, début XXe siècle
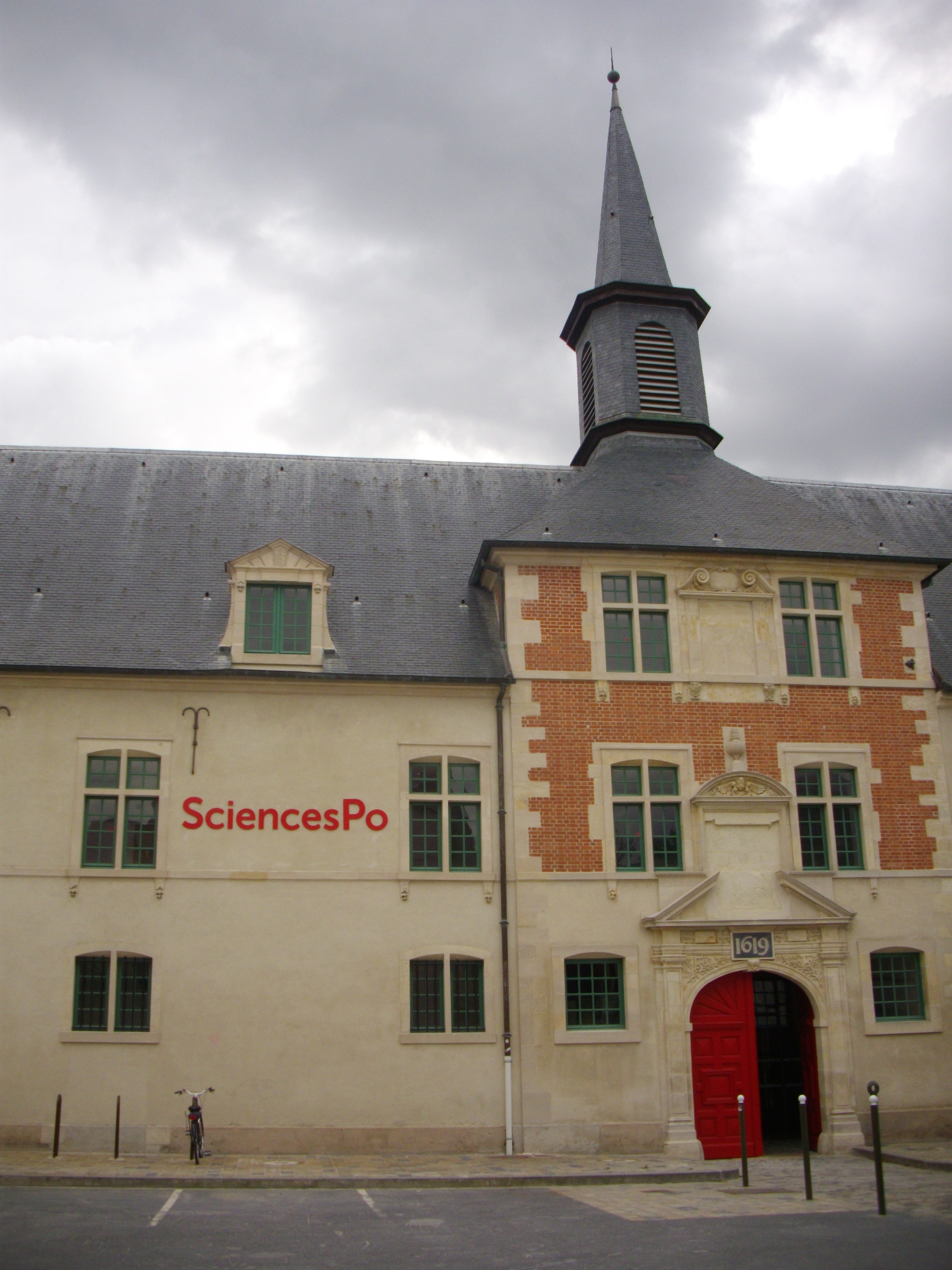
façade de Sciences-po,
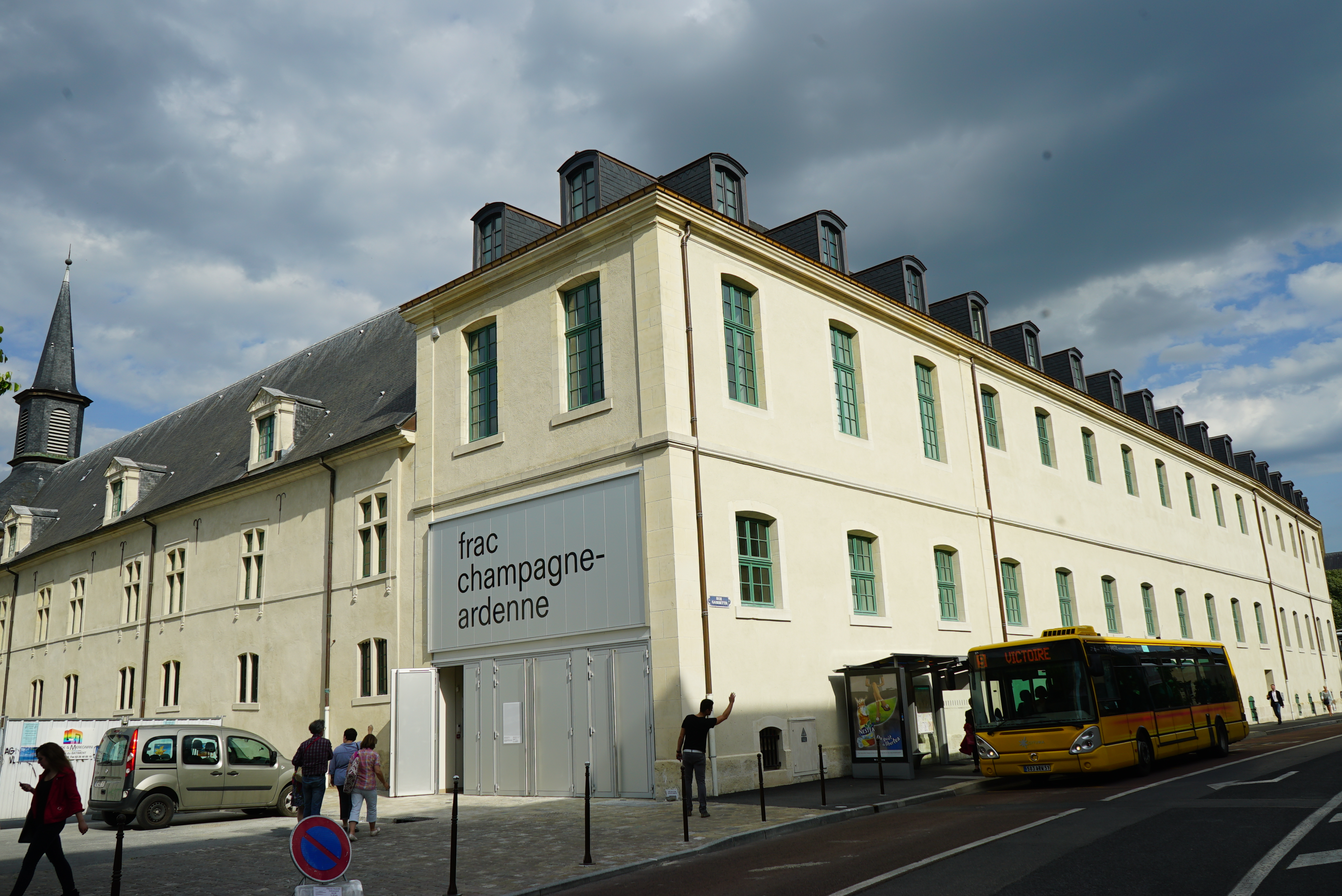
entrée du FRAC,
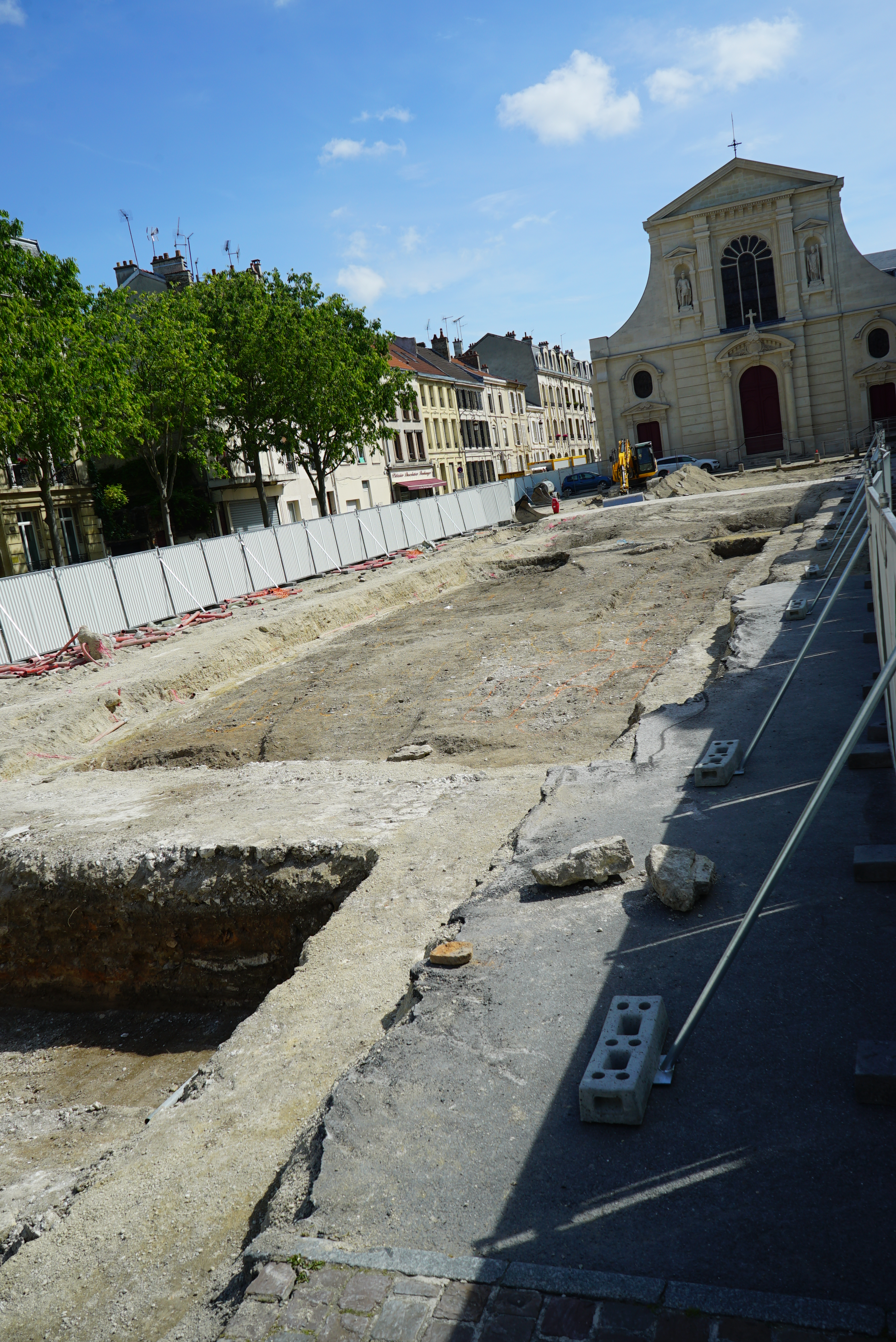
archéologie préventive, 2019,
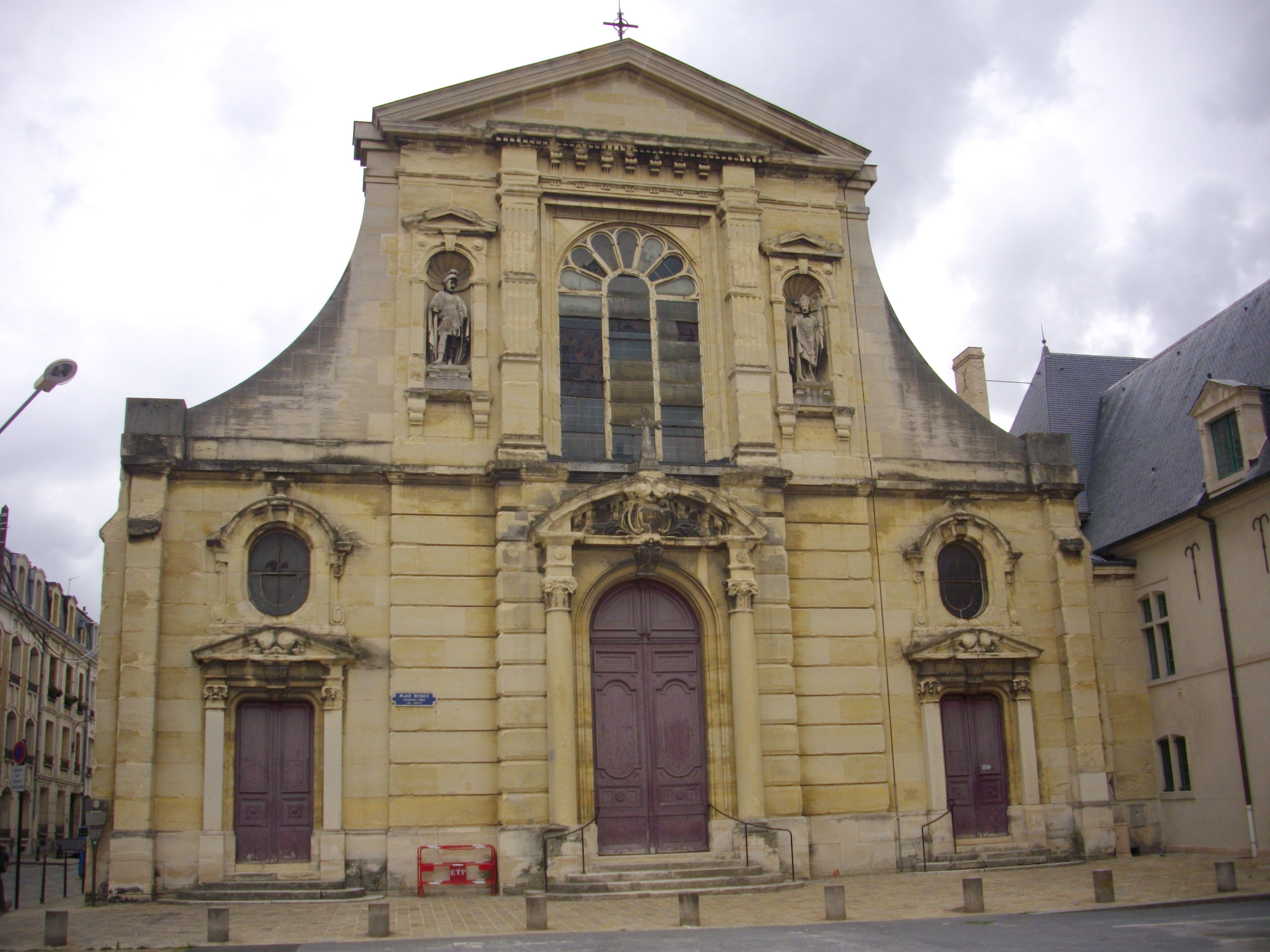
façade de l'église sur le côté est de la place.
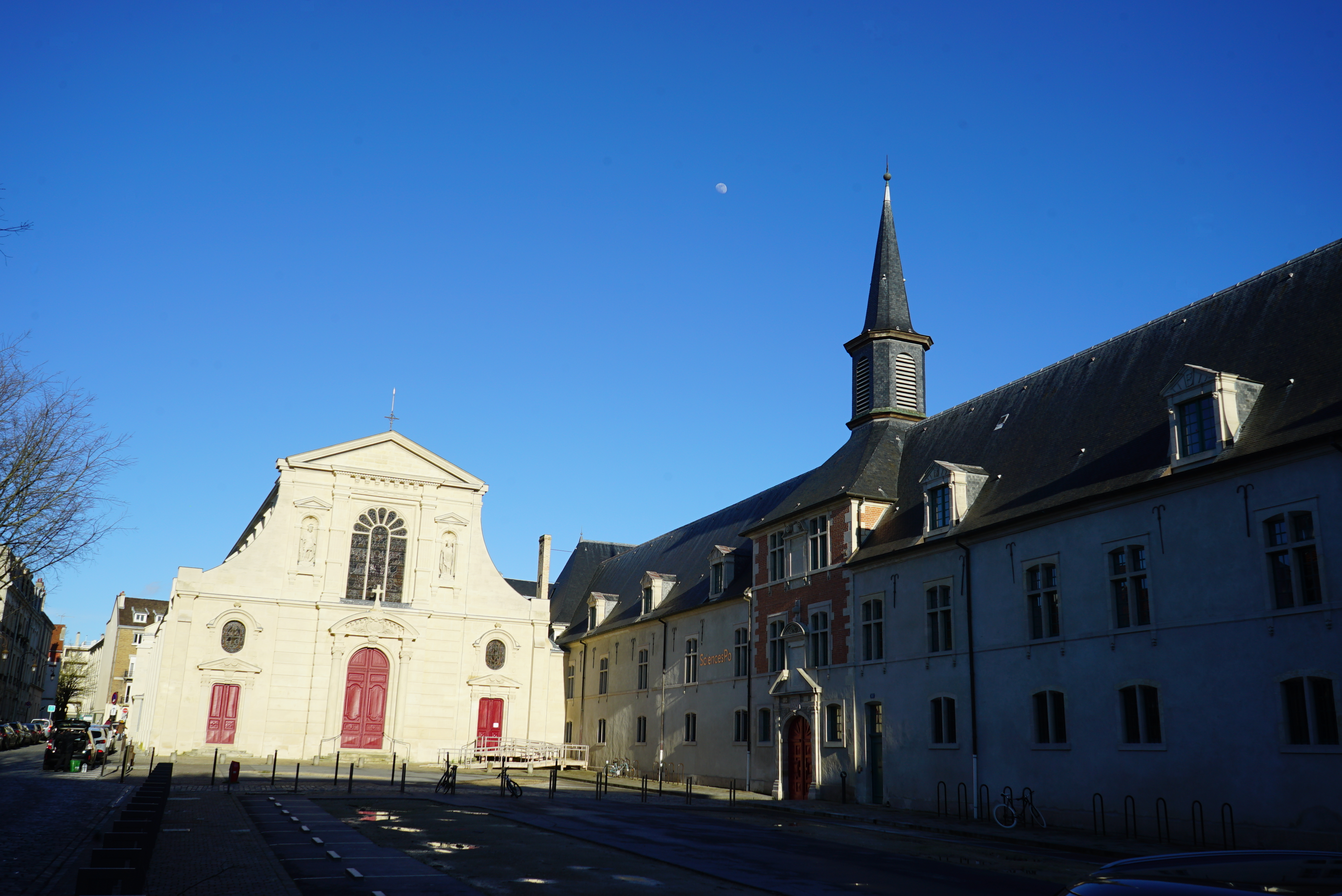
Rénovation en 2019.

## Bâtiments remarquables et lieux de mémoire
- Église Saint-Maurice de Reims,
- Collège des Jésuites de Reims,
- Fonds régional d'art contemporain de Champagne-Ardenne.